# Campeonato Mundial de Voleibol Masculino de 2010
El XVII Campeonato Mundial de Voleibol Masculino se celebró en Italia entre el 25 de septiembre y el 10 de octubre de 2010 bajo la organización de la Federación Internacional de Voleibol (FIVB) y la Federación Italiana de Voleibol.
Compitieron 24 equipos de los cinco continentes por el título de campeón mundial. La selección de Brasil venció en la final al equipo cubano, consiguiendo así revalidar el título obtenido en el Mundial anterior. El tercer lugar y medalla de bronce fue para Serbia.

## Sedes
| Grupo         | Ciudad            | Instalación          | Capacidad |
| ------------- | ----------------- | -------------------- | --------- |
| A, H y M      | Milán             | Mediolanum Forum     | 11 200    |
| B             | Verona            | PalaOlimpia          | 6200      |
| C             | Módena            | PalaPanini           | 5100      |
| D             | Regio de Calabria | PalaCalafiore        | 7200      |
| E             | Turín             | Palasport Olimpico   | 12 000    |
| F             | Trieste           | PalaTrieste          | 6000      |
| G y I         | Catania           | PalaCatania          | 5000      |
| L y N         | Ancona            | Banca Marche Palace  | 5060      |
| Tercera ronda | Florencia         | Nelson Mandela Forum | 5500      |
| Fase final    | Roma              | PalaLottomatica      | 11 000    |

## Grupos
| Grupo A | Grupo B | Grupo C     | Grupo D        | Grupo E         | Grupo F  |
| ------- | ------- | ----------- | -------------- | --------------- | -------- |
| Italia  | Brasil  | Rusia       | Estados Unidos | Bulgaria        | Serbia   |
| Japón   | España  | Puerto Rico | Argentina      | China           | Polonia  |
| Egipto  | Cuba    | Australia   | Venezuela      | Francia         | Alemania |
| Irán    | Túnez   | Camerún     | México         | República Checa | Canadá   |

## Primera fase

### Grupo A
| Equipo | J | G | P | SG | SP | PG  | PP  | DP    | PTS |
| ------ | - | - | - | -- | -- | --- | --- | ----- | --- |
| Italia | 3 | 3 | 0 | 9  | 2  | 262 | 207 | 1,266 | 6   |
| Egipto | 3 | 1 | 2 | 5  | 6  | 243 | 254 | 0,957 | 4   |
| Japón  | 3 | 1 | 2 | 4  | 8  | 259 | 274 | 0,945 | 4   |
| Irán   | 3 | 1 | 2 | 5  | 7  | 247 | 276 | 0,915 | 4   |

- Resultados

| Fecha | Hora² | Partido¹ | Partido¹ | Partido¹ | Resultado     |
| ----- | ----- | -------- | -------- | -------- | ------------- |
| 25.09 | 17:00 | Egipto   | -        | Irán     | 3-0 (75-59)   |
| 25.09 | 21:00 | Italia   | -        | Japón    | 3-0 (75-50)   |
| 26.09 | 17:00 | Irán     | -        | Japón    | 3-1 (91-89)   |
| 26.09 | 21:00 | Egipto   | -        | Italia   | 0-3 (60-75)   |
| 27.09 | 17:00 | Japón    | -        | Egipto   | 3-2 (120-108) |
| 27.09 | 21:00 | Italia   | -        | Irán     | 3-2 (112-97)  |

- (¹) –  Todos en Milán
- (²) –  Hora local de Italia (UTC+2)

### Grupo B
| Equipo | J | G | P | SG | SP | PG  | PP  | DP    | PTS |
| ------ | - | - | - | -- | -- | --- | --- | ----- | --- |
| Cuba   | 3 | 3 | 0 | 9  | 4  | 296 | 263 | 1,125 | 6   |
| Brasil | 3 | 2 | 1 | 8  | 4  | 291 | 256 | 1,137 | 5   |
| España | 3 | 1 | 2 | 6  | 7  | 292 | 302 | 0,967 | 4   |
| Túnez  | 3 | 0 | 3 | 1  | 9  | 192 | 250 | 0,768 | 3   |

- Resultados

| Fecha | Hora² | Partido¹ | Partido¹ | Partido¹ | Resultado     |
| ----- | ----- | -------- | -------- | -------- | ------------- |
| 25.09 | 17:00 | Brasil   | -        | Túnez    | 3-0 (75-49)   |
| 25.09 | 21:00 | España   | -        | Cuba     | 2-3 (100-106) |
| 26.09 | 17:00 | Túnez    | -        | Cuba     | 0-3 (48-75)   |
| 26.09 | 21:00 | España   | -        | Brasil   | 1-3 (92-101)  |
| 27.09 | 17:00 | España   | -        | Túnez    | 3-1 (100-95)  |
| 27.09 | 21:00 | Cuba     | -        | Brasil   | 3-2 (115-115) |

- (¹) –  Todos en Verona
- (²) –  Hora local de Italia (UTC+2)

### Grupo C
| Equipo      | J | G | P | SG | SP | PG  | PP  | DP    | PTS |
| ----------- | - | - | - | -- | -- | --- | --- | ----- | --- |
| Rusia       | 3 | 3 | 0 | 9  | 3  | 283 | 224 | 1,263 | 6   |
| Puerto Rico | 3 | 2 | 1 | 8  | 4  | 272 | 264 | 1,030 | 5   |
| Camerún     | 3 | 1 | 2 | 3  | 7  | 213 | 237 | 0,899 | 4   |
| Australia   | 3 | 0 | 3 | 3  | 9  | 253 | 296 | 0,855 | 3   |

- Resultados

| Fecha | Hora² | Partido¹    | Partido¹ | Partido¹    | Resultado    |
| ----- | ----- | ----------- | -------- | ----------- | ------------ |
| 25.09 | 17:00 | Rusia       | -        | Camerún     | 3-0 (75-53)  |
| 25.09 | 21:00 | Australia   | -        | Puerto Rico | 1-3 (91-101) |
| 26.09 | 17:00 | Camerún     | -        | Puerto Rico | 0-3 (64-75)  |
| 26.09 | 21:00 | Rusia       | -        | Australia   | 3-1 (99-75)  |
| 27.09 | 17:00 | Australia   | -        | Camerún     | 1-3 (87-96)  |
| 27.09 | 21:00 | Puerto Rico | -        | Rusia       | 2-3 (96-109) |

- (¹) –  Todos en Módena
- (²) –  Hora local de Italia (UTC+2)

### Grupo D
| Equipo         | J | G | P | SG | SP | PG  | PP  | DP    | PTS |
| -------------- | - | - | - | -- | -- | --- | --- | ----- | --- |
| Estados Unidos | 3 | 3 | 0 | 9  | 3  | 280 | 254 | 1,102 | 6   |
| Argentina      | 3 | 2 | 1 | 7  | 4  | 259 | 228 | 1,136 | 5   |
| México         | 3 | 1 | 2 | 6  | 6  | 247 | 260 | 0,950 | 4   |
| Venezuela      | 3 | 0 | 3 | 0  | 9  | 181 | 225 | 0,804 | 3   |

- Resultados

| Fecha | Hora² | Partido¹       | Partido¹ | Partido¹       | Resultado     |
| ----- | ----- | -------------- | -------- | -------------- | ------------- |
| 25.09 | 17:00 | Venezuela      | -        | Argentina      | 0-3 (58-75)   |
| 25.09 | 21:00 | Estados Unidos | -        | México         | 3-2 (106-101) |
| 26.09 | 17:00 | Argentina      | -        | México         | 3-1 (92-71)   |
| 26.09 | 21:00 | Venezuela      | -        | Estados Unidos | 0-3 (61-75)   |
| 27.09 | 17:00 | México         | -        | Venezuela      | 3-0 (75-62)   |
| 27.09 | 21:00 | Estados Unidos | -        | Argentina      | 3-1 (99-92)   |

- (¹) –  Todos en Regio de Calabria
- (²) –  Hora local de Italia (UTC+2)

### Grupo E
| Equipo          | J | G | P | SG | SP | PG  | PP  | DP    | PTS |
| --------------- | - | - | - | -- | -- | --- | --- | ----- | --- |
| Francia         | 3 | 3 | 0 | 9  | 4  | 306 | 268 | 1,142 | 6   |
| República Checa | 3 | 2 | 1 | 8  | 5  | 302 | 300 | 1,007 | 5   |
| Bulgaria        | 3 | 1 | 2 | 6  | 6  | 289 | 282 | 1,025 | 4   |
| China           | 3 | 0 | 3 | 1  | 9  | 197 | 244 | 0,807 | 3   |

- Resultados

| Fecha | Hora² | Partido¹        | Partido¹ | Partido¹        | Resultado     |
| ----- | ----- | --------------- | -------- | --------------- | ------------- |
| 25.09 | 17:00 | Francia         | -        | República Checa | 3-2 (111-101) |
| 25.09 | 21:00 | Bulgaria        | -        | China           | 3-0 (75-55)   |
| 26.09 | 17:00 | República Checa | -        | China           | 3-1 (94-86)   |
| 26.09 | 21:00 | Francia         | -        | Bulgaria        | 3-2 (120-111) |
| 27.09 | 17:00 | Bulgaria        | -        | República Checa | 1-3 (103-107) |
| 27.09 | 21:00 | China           | -        | Francia         | 0-3 (56-75)   |

- (¹) –  Todos en Turín
- (²) –  Hora local de Italia (UTC+2)

### Grupo F
| Equipo   | J | G | P | SG | SP | PG  | PP  | DP    | PTS |
| -------- | - | - | - | -- | -- | --- | --- | ----- | --- |
| Polonia  | 3 | 3 | 0 | 9  | 3  | 279 | 246 | 1,134 | 6   |
| Serbia   | 3 | 1 | 2 | 5  | 6  | 250 | 243 | 1,029 | 4   |
| Alemania | 3 | 1 | 2 | 5  | 6  | 237 | 250 | 0,948 | 4   |
| Canadá   | 3 | 1 | 2 | 3  | 7  | 215 | 242 | 0,888 | 4   |

- Resultados

| Fecha | Hora² | Partido¹ | Partido¹ | Partido¹ | Resultado     |
| ----- | ----- | -------- | -------- | -------- | ------------- |
| 25.09 | 17:00 | Polonia  | -        | Canadá   | 3-0 (75-56)   |
| 25.09 | 21:00 | Alemania | -        | Serbia   | 0-3 (55-75)   |
| 26.09 | 17:00 | Canadá   | -        | Serbia   | 3-1 (92-90)   |
| 26.09 | 21:00 | Polonia  | -        | Alemania | 3-2 (108-105) |
| 27.09 | 17:00 | Alemania | -        | Canadá   | 3-0 (77-67)   |
| 27.09 | 21:00 | Serbia   | -        | Polonia  | 1-3 (85-96)   |

- (¹) –  Todos en Trieste
- (²) –  Hora local de Italia (UTC+2)

## Segunda fase
Clasifican los tres mejores de cada grupo de la primera fase (18 equipos), que se reparten en otros seis grupos, cada grupo con tres equipos. En cada grupo compiten un primero de grupo contra un segundo de otro grupo y un tercero de otro grupo distinto.

### Grupo G
| Equipo      | J | G | P | SG | SP | PG  | PP  | DP    | PTS |
| ----------- | - | - | - | -- | -- | --- | --- | ----- | --- |
| Italia      | 2 | 2 | 0 | 6  | 2  | 189 | 166 | 1,139 | 4   |
| Alemania    | 2 | 1 | 1 | 4  | 3  | 157 | 158 | 0,994 | 3   |
| Puerto Rico | 2 | 0 | 2 | 1  | 6  | 146 | 168 | 0,869 | 2   |

- Resultados

| Fecha | Hora² | Partido¹    | Partido¹ | Partido¹    | Resultado   |
| ----- | ----- | ----------- | -------- | ----------- | ----------- |
| 30.09 | 17:00 | Puerto Rico | -        | Alemania    | 0-3 (62-75) |
| 01.10 | 21:00 | Alemania    | -        | Italia      | 1-3 (82-96) |
| 02.10 | 21:00 | Italia      | -        | Puerto Rico | 3-1 (93-84) |

- (¹) -  Todos en Catania
- (²) -  Hora local de Italia (UTC+2)

### Grupo H
| Equipo | J | G | P | SG | SP | PG  | PP  | DP    | PTS |
| ------ | - | - | - | -- | -- | --- | --- | ----- | --- |
| Serbia | 2 | 2 | 0 | 6  | 1  | 166 | 145 | 1,145 | 4   |
| Cuba   | 2 | 1 | 1 | 4  | 3  | 162 | 148 | 1,095 | 3   |
| México | 2 | 0 | 2 | 0  | 6  | 117 | 152 | 0,770 | 2   |

- Resultados

| Fecha | Hora² | Partido¹ | Partido¹ | Partido¹ | Resultado   |
| ----- | ----- | -------- | -------- | -------- | ----------- |
| 30.09 | 17:00 | Cuba     | -        | Serbia   | 1-3 (85-91) |
| 01.10 | 21:00 | México   | -        | Cuba     | 0-3 (57-77) |
| 02.10 | 17:00 | Serbia   | -        | México   | 3-0 (75-60) |

- (¹) -  Todos en Milán
- (²) -  Hora local de Italia (UTC+2)

### Grupo I
| Equipo | J | G | P | SG | SP | PG  | PP  | DP    | PTS |
| ------ | - | - | - | -- | -- | --- | --- | ----- | --- |
| España | 2 | 2 | 0 | 6  | 3  | 207 | 189 | 1,095 | 4   |
| Rusia  | 2 | 1 | 1 | 5  | 3  | 179 | 160 | 1,119 | 3   |
| Egipto | 2 | 0 | 2 | 1  | 6  | 141 | 178 | 0,792 | 2   |

- Resultados

| Fecha | Hora² | Partido¹ | Partido¹ | Partido¹ | Resultado     |
| ----- | ----- | -------- | -------- | -------- | ------------- |
| 30.09 | 21:00 | Rusia    | -        | Egipto   | 3-0 (75-76)   |
| 01.10 | 17:00 | España   | -        | Rusia    | 3-2 (104-104) |
| 02.10 | 17:00 | Egipto   | -        | España   | 1-3 (85-103)  |

- (¹) -  Todos en Catania
- (²) -  Hora local de Italia (UTC+2)

### Grupo L
| Equipo          | J | G | P | SG | SP | PG  | PP  | DP    | PTS |
| --------------- | - | - | - | -- | -- | --- | --- | ----- | --- |
| República Checa | 2 | 2 | 0 | 6  | 0  | 150 | 115 | 1,304 | 4   |
| Estados Unidos  | 2 | 1 | 1 | 3  | 5  | 176 | 168 | 1,048 | 3   |
| Camerún         | 2 | 0 | 2 | 2  | 6  | 145 | 188 | 0,771 | 2   |

- Resultados

| Fecha | Hora² | Partido¹        | Partido¹ | Partido¹        | Resultado    |
| ----- | ----- | --------------- | -------- | --------------- | ------------ |
| 30.09 | 17:00 | Estados Unidos  | -        | República Checa | 0-3 (63-75)  |
| 01.10 | 21:00 | Camerún         | -        | Estados Unidos  | 2-3 (93-113) |
| 02.10 | 17:00 | República Checa | -        | Camerún         | 3-0 (75-52)  |

- (¹) -  Todos en Ancona
- (²) -  Hora local de Italia (UTC+2)

### Grupo M
| Equipo    | J | G | P | SG | SP | PG  | PP  | DP    | PTS |
| --------- | - | - | - | -- | -- | --- | --- | ----- | --- |
| Argentina | 2 | 2 | 0 | 6  | 2  | 182 | 166 | 1,096 | 4   |
| Francia   | 2 | 1 | 1 | 4  | 3  | 161 | 155 | 1,039 | 3   |
| Japón     | 2 | 0 | 2 | 1  | 6  | 144 | 166 | 0,867 | 2   |

- Resultados

| Fecha | Hora² | Partido¹  | Partido¹ | Partido¹  | Resultado   |
| ----- | ----- | --------- | -------- | --------- | ----------- |
| 30.09 | 21:00 | Francia   | -        | Argentina | 1-3 (86-91) |
| 01.10 | 17:00 | Japón     | -        | Francia   | 0-3 (64-75) |
| 02.10 | 21:00 | Argentina | -        | Japón     | 3-1 (91-80) |

- (¹) -  Todos en Milán
- (²) -  Hora local de Italia (UTC+2)

### Grupo N
| Equipo   | J | G | P | SG | SP | PG  | PP  | DP    | PTS |
| -------- | - | - | - | -- | -- | --- | --- | ----- | --- |
| Bulgaria | 2 | 2 | 0 | 6  | 0  | 150 | 115 | 1,304 | 4   |
| Brasil   | 2 | 1 | 1 | 3  | 3  | 133 | 131 | 1,015 | 3   |
| Polonia  | 2 | 0 | 2 | 0  | 6  | 113 | 150 | 0,753 | 2   |

- Resultados

| Fecha | Hora² | Partido¹ | Partido¹ | Partido¹ | Resultado   |
| ----- | ----- | -------- | -------- | -------- | ----------- |
| 30.09 | 21:00 | Polonia  | -        | Brasil   | 0-3 (56-75) |
| 01.10 | 17:00 | Bulgaria | -        | Polonia  | 3-0 (75-57) |
| 02.10 | 21:00 | Brasil   | -        | Bulgaria | 0-3 (58-75) |

- (¹) -  Todos en Ancona
- (²) -  Hora local de Italia (UTC+2)

## Tercera fase
Clasifican los dos mejores de cada grupo de la segunda fase (12 equipos), que se reparten en cuatro grupos, cada grupo con tres equipos. Los primeros de cada grupo acceden a las semifinales.

### Grupo O
| Equipo         | J | G | P | SG | SP | PG  | PP  | DP    | PTS |
| -------------- | - | - | - | -- | -- | --- | --- | ----- | --- |
| Italia         | 2 | 2 | 0 | 6  | 2  | 192 | 180 | 1,067 | 4   |
| Estados Unidos | 2 | 1 | 1 | 4  | 3  | 171 | 145 | 1,179 | 3   |
| Francia        | 2 | 0 | 2 | 1  | 6  | 137 | 175 | 0,783 | 2   |

- Resultados

| Fecha | Hora² | Partido¹       | Partido¹ | Partido¹       | Resultado    |
| ----- | ----- | -------------- | -------- | -------------- | ------------ |
| 04.10 | 17:00 | Francia        | -        | Estados Unidos | 0-3 (53-75)  |
| 05.10 | 21:00 | Estados Unidos | -        | Italia         | 1-3 (96-92)  |
| 06.10 | 21:00 | Italia         | -        | Francia        | 3-1 (100-84) |

- (¹) -  Todos en Roma
- (²) -  Hora local de Italia (UTC+2)

### Grupo P
| Equipo    | J | G | P | SG | SP | PG  | PP  | DP    | PTS |
| --------- | - | - | - | -- | -- | --- | --- | ----- | --- |
| Serbia    | 2 | 2 | 0 | 6  | 2  | 192 | 177 | 1,085 | 4   |
| Rusia     | 2 | 1 | 1 | 4  | 3  | 172 | 150 | 1,147 | 3   |
| Argentina | 2 | 0 | 2 | 1  | 6  | 134 | 171 | 0,784 | 2   |

- Resultados

| Fecha | Hora² | Partido¹  | Partido¹ | Partido¹  | Resultado   |
| ----- | ----- | --------- | -------- | --------- | ----------- |
| 04.10 | 17:00 | Serbia    | -        | Argentina | 3-1 (96-80) |
| 05.10 | 17:00 | Rusia     | -        | Serbia    | 1-3 (97-96) |
| 06.10 | 17:00 | Argentina | -        | Rusia     | 0-3 (54-75) |

- (¹) -  Todos en Florencia
- (²) -  Hora local de Italia (UTC+2)

### Grupo Q
| Equipo   | J | G | P | SG | SP | PG  | PP  | DP    | PTS |
| -------- | - | - | - | -- | -- | --- | --- | ----- | --- |
| Cuba     | 2 | 2 | 0 | 6  | 3  | 208 | 206 | 1,010 | 4   |
| Bulgaria | 2 | 1 | 1 | 5  | 4  | 218 | 210 | 1,038 | 3   |
| España   | 2 | 0 | 2 | 2  | 6  | 183 | 193 | 0,948 | 2   |

- Resultados

| Fecha | Hora² | Partido¹ | Partido¹ | Partido¹ | Resultado     |
| ----- | ----- | -------- | -------- | -------- | ------------- |
| 04.10 | 21:00 | España   | -        | Bulgaria | 1-3 (92-103)  |
| 05.10 | 21:00 | Cuba     | -        | España   | 3-1 (90-91)   |
| 06.10 | 21:00 | Bulgaria | -        | Cuba     | 2-3 (115-118) |

- (¹) -  Todos en Florencia
- (²) -  Hora local de Italia (UTC+2)

### Grupo R
| Equipo          | J | G | P | SG | SP | PG  | PP  | DP    | PTS |
| --------------- | - | - | - | -- | -- | --- | --- | ----- | --- |
| Brasil          | 2 | 2 | 0 | 6  | 2  | 185 | 155 | 1,194 | 4   |
| Alemania        | 2 | 1 | 1 | 3  | 3  | 131 | 129 | 1,016 | 3   |
| República Checa | 2 | 0 | 2 | 2  | 6  | 153 | 185 | 0,827 | 2   |

- Resultados

| Fecha | Hora² | Partido¹        | Partido¹ | Partido¹        | Resultado    |
| ----- | ----- | --------------- | -------- | --------------- | ------------ |
| 04.10 | 21:00 | República Checa | -        | Brasil          | 2-3 (99-110) |
| 05.10 | 17:00 | Alemania        | -        | República Checa | 3-0 (75-54)  |
| 06.10 | 17:00 | Brasil          | -        | Alemania        | 3-0 (75-56)  |

- (¹) -  Todos en Roma
- (²) -  Hora local de Italia (UTC+2)

## Fase final
|  | Semifinales | Semifinales |   |        | Final         | Final |  |
|  |             |             |   |        |               |       |  |
|  |             |             |   |        |               |       |  |
|  |             |             |   |        |               |       |  |
|  | Serbia      | 2           |   |        |               |       |  |
|  | Cuba        | 3           |   |        |               |       |  |
|  |             |             |   |        |               |       |  |
|  |             |             |   |        |               |       |  |
|  |             |             |   |        | Cuba          | 0     |  |
|  |             | Brasil      | 3 |        |               |       |  |
|  |             |             |   |        |               |       |  |
|  |             |             |   |        |               |       |  |
|  |             |             |   |        | Tercer Puesto |       |  |
|  |             |             |   |        |               |       |  |
|  | Italia      | 1           |   | Serbia | 3             |       |  |
|  | Brasil      | 3           |   |        | Italia        | 1     |  |

### Semifinales
| Fecha | Hora² | Partido¹ | Partido¹ | Partido¹ | Resultado     |
| ----- | ----- | -------- | -------- | -------- | ------------- |
| 09.10 | 17:00 | Serbia   | -        | Cuba     | 2-3 (110-116) |
| 09.10 | 21:00 | Italia   | -        | Brasil   | 1-3 (79-98)   |

- (¹) -  Todos en Roma
- (²) -  Hora local de Italia (UTC+2)

### Tercer lugar
| Fecha | Hora² | Partido¹ | Partido¹ | Partido¹ | Resultado    |
| ----- | ----- | -------- | -------- | -------- | ------------ |
| 10.10 | 17:00 | Serbia   | -        | Italia   | 3-1 (101-88) |

### Final
| Fecha | Hora² | Partido¹ | Partido¹ | Partido¹ | Resultado   |
| ----- | ----- | -------- | -------- | -------- | ----------- |
| 10.10 | 21:15 | Cuba     | -        | Brasil   | 0-3 (58-75) |

- (¹) -  En Roma
- (²) -  Hora local de Italia (UTC+2)

## Medallero
|        |      |        |
| Brasil | Cuba | Serbia |

## Clasificación general
| 1. Brasil           |
| 2. Cuba             |
| 3. Serbia           |
| 4. Italia           |
| 5. Rusia            |
| 6. Estados Unidos   |
| 7. Bulgaria         |
| 8. Alemania         |
| 9. Argentina        |
| 10. República Checa |
| 11. Francia         |
| 12. España          |
| 13. Camerún         |
| 13. Egipto          |
| 13. Japón           |
| 13. México          |
| 13. Polonia         |
| 13. Puerto Rico     |
| 19. Australia       |
| 19. Canadá          |
| 19. China           |
| 19. Irán            |
| 19. Túnez           |
| 19. Venezuela       |